# Dunav Kuzmanich
Dunav Kuzmanic Salinas (Santiago, 4 de julio de 1935-Santa Fe de Antioquia, 9 de agosto de 2008) fue un cineasta, guionista y libretista chileno radicado en Colombia. Su discreta forma de vida, casi en el anonimato, sumado a la censura que tuvo su trabajo, lo llevó a convertirse en un director de culto y uno de los más importantes de la cinematografía colombiana.
Durante cerca de tres décadas, el cine de Kuzmanich intentó retratar el complejo y violento devenir histórico de la segunda mitad del siglo XX colombiano. Algunos de sus filmes sobresalen por ser narrados de manera crónica, más descriptivos y con elementos de denuncia como Canaguaro (1981), Ajuste de cuentas (1983) o El día de las Mercedes (1985).  Como guionista, dos de las películas que escribió (San Antoñito y Cóndores no entierran todos los días) consiguieron entrar al Festival de Cannes, siendo la última de estas la primera película de ficción colombiana en lograr dicha hazaña. Así mismo, trabajó en series de televisión como Don Chinche (1982) que se premia como la más importante del siglo XX en Colombia.
En sus últimos años se dedicó a enseñar sus métodos en varias universidades de Colombia —en especial, Medellín— donde desarrolló su más amplia producción cinematográfica. Luego de su muerte y, para preservar su memoria y difundir su método de trabajo, se fundó en Medellín la Corporación Dunav Kuzmanich, integrada por más de treinta realizadores audiovisuales, profesores de cine y televisión, artistas plásticos, actores, comunicadores sociales y periodistas. Además, el Ministerio de Cultura lanzó como homenaje la Cartilla de Narrativa Audiovisual, un escrito en donde el mismo Kuzmanich explica su método de trabajo. l

## Primeros años
Dunav nació en Santiago. Fue hijo de María Eva Salinas, una mujer que venía de una familia de sociedad que lo perdió todo y de Marco Jacob Kuzmanich, un marinero de origen croata y hermano de Pancho y Sonia Kuzmanic. 
Kuzmanic llegó a Colombia tras trabajar en su país con el gobierno de Salvador Allende, y huir a causa del golpe de Estado de 1973.
Dirigió 5 largometrajes dentro de los que se destaca Canaguaro (1981), que versa sobre el periodo conocido como La Violencia, y fue productor de telenovelas, argumentista y director de la comedia Don Chinche,  producción emblemática de la televisión colombiana en la década de 1980. Tiene en su haber una veintena de guiones cinematográficos, entre los que se encuentran Cóndores no entierran todos los días (1983), San Antoñito (1984) y La nave de los sueños (1995).

## Carrera como director

### Década de 1970
Tuvo una pequeña participación como actor en la película Estado de sitio (1973) bajo la dirección de Costas-Gavras.
Mientras se ejecutaba el golpe militar en el Palacio de la Moneda, Kuzmanich se encontraba en Antofagasta. 

### Década de 1980
En 1981 se lanzó Canaguaro, que ocupó la posición n.º 20 en el listado de Las 50 películas Colombianas inolvidables que realizó la revista Semana en conjunto con importantes críticos.  Además, se considera como una película de culto en la cinematografía colombiana. Estuvo nominada al Golden Montgolfier como mejor película en el Three Continents Festival (Nantes). De igual forma, obtuvo una Mención Especial del Jurado en el 3.er Festival Internacional del Nuevo Cine Latinoamericano (La Habana).
En 1982, Pepe Sánchez desarrolló junto a Kuzmanich el seriado Don Chinche.
En 1986, la película San Antoñito escrita por Kuzmanich y dirigida por su cuñado Pepe Sánchez, llegó a la Selección de la Semana Internacional de la Crítica en Cannes, convirtiéndose en la tercera película colombiana en lograrlo.  Sin embargo, la copia llegó estropeada y no pudo competir. Para ese entonces, Kuzmanich llegaba al festival de Cannes por segunda vez.

### Década de 1990
En 1996 escribió el guion de la película La nave de los sueños, con lo que obtuvo un premio a mejor guion en el San Juan Cinemafest de Puerto Rico.  La película fue dirigida por Ciro Durán. 

### Década de 2000
En 2004, Kuzmanich realizó junto a Raúl Henao la investigación y las primeras versiones del guion para Débora, película sobre Débora Arango, artista plástica colombiana. Sin embargo, el guion final vio la luz en 2009 con asesoría de Paz Alicia Garciadiego, guionista mexicana. Se rodó durante 6 semanas, en 2011, en escenarios de Santa Fe de Antioquia, Envigado, Medellín y Bogotá. Este proyecto recibió uno de los premios de asesoría legal del BoliviaLab.

## Filmografía
Todas las películas de Kuzmanich tienen varios elementos en común: sus temas, la posición que asumía frente a ellos, el compromiso ideológico, su concepción del lenguaje del cine y la presencia de Hernando Casanova, como su actor ícono, a quien consideraba un actor de gran talento y un entrañable amigo.
Esta es una tabla de las películas en las que Dunav Kuzmanich ha estado involucrado.
| Año       | Película                                 | Acreditado como | Acreditado como | Acreditado como | Acreditado como | Acreditado como |
| Año       | Película                                 | Director        | Productor       | Guionista       | Otro            | Notas |
| --------- | ---------------------------------------- | --------------- | --------------- | --------------- | --------------- | --- |
| 1963-1964 | Primer plano                             |                 |                 | Sí              |                 | Programa del Canal 13, Universidad Católica de Chile |
| 1966      | Juan Maula                               | Sí              |                 | Sí              |                 | Producido en Chile, Mediometraje |
| 1966      | El Garrúo                                |                 |                 | Sí              |                 | Producido en Chile, Mediometraje |
| 1967      | Desafio                                  | Sí              |                 | Sí              |                 | Producido en Chile, Mediometraje |
| 1968      | Transformación del campo y del campesino | Sí              |                 |                 |                 | Restaurado por la cineteca de la U. de Chile. |
| 1968      | Ayúdeme usted, compadre                  |                 |                 | Sí              |                 | Largometraje. Figura como coautor. |
| 1968      | Los Dos                                  |                 |                 | Sí              |                 | Guion inédito de largometraje. |
| 1970      | Cuando amanece                           | Sí              |                 | Sí              |                 | Largometraje. |
| 1971      | Chile en marcha                          | Sí              |                 |                 |                 | Noticiero cinematográfico, producido en Chile por Chile films. |
| 1971      | Juan                                     |                 |                 | Sí              |                 | Guion inédito de largometraje. |
| 1973      | Estado de sitio                          |                 |                 |                 | Sí              | Actor |
| 1975      | Cadáveres para el alba                   |                 |                 | Sí              |                 | Cortometraje |
| 1975      | Esta noche de frío                       |                 |                 | Sí              |                 | Cortometraje |
| 1976      | El patas                                 |                 |                 | Sí              |                 | Largometraje. |
| 1976      | El indio sinuano                         |                 |                 | Sí              |                 | Cortometraje. |
| 1977      | Canoa                                    |                 |                 |                 | Sí              | Cortometraje, figura como Montajista |
| 1981      | La bruja de las minas                    |                 | Sí              |                 |                 | Telenovela de. R.T.I. Kuzmanich trabajó en la Producción. |
| 1981      | Siete colores                            |                 |                 | Sí              |                 | Guion inédito de largometraje. |
| 1981      | Canaguaro                                | Sí              |                 | Sí              |                 | Largometraje producido en Colombia. Nominada ese mismo año al “Golden Montgolfiere” como mejor film.                                                                             |
| 1982-1989 | Don Chinche                              |                 |                 | Sí              | Sí              | Serie. R.T.I. Argumentista y director de cámaras. Condecorada como la mejor serie del siglo XX en Colombia.                                                                      |
| 1982-1983 | Amalaia                                  |                 |                 |                 | Sí              | Telenovela. Dirección de cámaras en exteriores y edición. |
| 1982      | La mala hierba                           |                 |                 |                 | Sí              | Telenovela. Dirección de cámaras en exteriores y edición. |
| 1982      | La Agonía del Difunto                    | Sí              |                 | Sí              |                 | Adaptación. Largometraje. |
| 1983      | Farzán                                   |                 |                 | Sí              |                 | Seriado dramatizado. Protagonizado por Hernando Casanova. |
| 1983      | Los magistrados no usan vestido blanco   |                 |                 | Sí              |                 | Guion inédito de Largometraje, figura como coautor. |
| 1983      | Ajuste de Cuentas                        | Sí              |                 | Sí              |                 | Largometraje. |
| 1984      | Cóndores no entierran todos los días     |                 |                 | Sí              |                 | Largometraje. Figura como coautor |
| 1984      | San Antoñito                             |                 |                 | Sí              |                 | Largometraje (Adaptación). Figura como coautor |
| 1985      | El Día de las Mercedes                   | Sí              |                 | Sí              |                 | Largometraje. Figura como coautor |
| 1986-1988 | Musiloquisimo                            |                 |                 | Sí              | Sí              | Seriado Colombiano de comedia-musical producido por Do Re Creativa TV. Figura como director de cámaras y libretista en algunos episodios.                                        |
| 1987      | Mariposas S.A.                           | Sí              |                 | Sí              |                 | Largometraje producido en Colombia. Figura como coautor |
| 1988      | Río Blanco                               |                 |                 | Sí              |                 | Guion inédito de Largometraje, figura como coautor. |
| 1993      | Cumbia                                   |                 |                 | Sí              |                 | Guion inédito de Largometraje, figura como coautor. |
| 1994      | La Reina                                 |                 |                 | Sí              |                 | Guion inédito de Largometraje. |
| 1996      | La Nave de los sueños                    |                 |                 | Sí              |                 | Largometraje. |
| 1996      | El Enviado                               |                 |                 | Sí              |                 | Es un Largometraje, cuyo rodaje quedó inconcluso. Se llamó en primera instancia "El mensajero", su título final fue "El Cristal con que se mire". Kuzmanich Figura como coautor. |
| 1999      | ¿Quién tiene tu amor?                    |                 |                 | Sí              |                 | Guion inédito de Largometraje, figura como coautor. |
| 2001      | Recetas para no olvidar                  |                 |                 | Sí              |                 | Guion inédito de Largometraje, con origen en Ecuador. Figura como coautor. |
| 2003      | El Canto del Cisne                       |                 |                 | Sí              |                 | Guion inédito de Largometraje, Adaptación teatral de la obra de Anton Chejov. |
| 2003      | Las mujeres del partido                  |                 |                 | Sí              |                 | Guion inédito de Largometraje, figura como coautor. |
| 2004      | Cinco centavitos                         |                 |                 | Sí              |                 | Guion inédito de Largometraje |
| 2004      | Débora                                   |                 |                 | Sí              |                 | Guion de largometraje coescrito con Raúl Henao. |
| 2007      | Apocalipsur                              |                 |                 |                 | Sí              | Diseño de Producción |
| 2008      | Vuelta a Colombia                        |                 |                 | Sí              |                 | Guion inédito |

## Premios y nominaciones
| Año  | Película o Seriado                   | Festival                                                               | Resultado                   |
| ---- | ------------------------------------ | ---------------------------------------------------------------------- | --------------------------- |
| 1981 | Canaguaro                            | Three Continents Festival (Nantes, Francia)                            | Nominado - Mejor película   |
| 1981 | Canaguaro                            | Festival Internacional de nuevo cine Latinoamericano (La habana, Cuba) | Mención especial del Jurado |
| 1981 | Canaguaro                            | Festival Internacional de Cine de Cartagena                            | Competencia oficial         |
| 1982 | La Agonía del Difunto                | Festival Internacional de Cine de Cartagena                            | Mejor fotografía            |
| 1982 | La Agonía del Difunto                | Festival Internacional de Cine de Salónica (Grecia).                   | Mención de honor            |
| 1984 | Cóndores no entierran todos los días | Festival de Cannes (Cannes, Francia)                                   | Selección oficial           |
| 1986 | San Antoñito                         | Festival de Cannes (Cannes, Francia)                                   | Semana de la crítica        |
| 1986 | San Antoñito                         | Festival de cine de Bogotá (Colombia)                                  |                             |
| 1996 | La Nave de los Sueños                | Festival Andino de Cuzco (Perú)                                        | Premio del Jurado           |
| 1996 | La Nave de los Sueños                | Festival de los mundos latinos de Arcachon (Francia)                   | Premio del Jurado           |
| 1996 | La Nave de los Sueños                | San Juan Cinemafest (San Juan, Puerto Rico)                            | Mejor guion                 |
| 1997 | La Nave de los Sueños                | Festival de cine de Oslo (Noruega)                                     | Premio del público          |
|      |                                      |                                                                        |                             |

### Otros premios y reconocimientos
- 1981, Premio Nacional de Guion, con Siete colores (escrito con la colaboración de Jairo Obando y Javier Ponce)
- 2014, Homenaje en el Festival de Cine Colombiano de Medellín.[31]
- 2018, Homenaje en el Festival de Cine de Oriente (Guatapé - Antioquia).[32]

## Legado
El Ministerio de Cultura de Colombia editó y publicó su método de trabajo en una cartilla escrita por Kuzmanich.

## Publicaciones
- Cine de La Violencia. Cuatro guiones: Canaguaro, Cóndores no entierran todos los días, Siete colores y El día de Las Mercedes. U. Nacional de Colombia. 1987.
- Cartilla de Narrativa Audiovisual. Ministerio de Cultura de Colombia. 2008.